# Rahman Ahmadi
Pour les articles homonymes, voir Ahmadi (homonymie).
Rahman Ahmadi, né le 30 juillet 1980 à Noshahr (en), est un footballeur iranien. Il joue au poste de gardien de but dans l'équipe d'Iran.